# Campionati del mondo di ciclismo su pista 2011 - Inseguimento individuale femminile
La gara inseguimento individuale femminile ai Campionati del mondo di ciclismo su pista 2011 si svolse il 25 marzo 2011. La vittoria fu appannaggio della statunitense Sarah Hammer.
Partenza con 18 atlete, di cui 16 completarono la gara.
Tutte le manche si svolsero sulla distanza di 3000 mt. con partenza da fermo.

## Podio
| Pos.    | Atleta            | Nazionalità   |
| ------- | ----------------- | ------------- |
| Oro     | Sarah Hammer      | Stati Uniti   |
| Argento | Alison Shanks     | Nuova Zelanda |
| Bronzo  | Vilija Sereikaitė | Lituania      |

## Risultati

### Qualifiche
I migliori due tempi si qualificano alla finale per l'oro, il terzo e il quarto tempo si qualificano alla finale per il bronzo.
| Pos. | Atleta            | Nazione       | Tempo    | Note |
| ---- | ----------------- | ------------- | -------- | ---- |
| 1    | Sarah Hammer      | Stati Uniti   | 3:33.522 | Q    |
| 2    | Alison Shanks     | Nuova Zelanda | 3:33.789 | Q    |
| 3    | Vilija Sereikaitė | Lituania      | 3:38.073 | q    |
| 4    | Jaime Nielsen     | Nuova Zelanda | 3:38.921 | q    |
| 5    | Ellen van Dijk    | Paesi Bassi   | 3:40.751 |      |
| 6    | Marlies Mejias    | Cuba          | 3:42.158 |      |
| 7    | Pascale Schnider  | Svizzera      | 3:42.764 |      |
| 8    | Lauren Ellis      | Nuova Zelanda | 3:44.165 |      |
| 9    | Caroline Ryan     | Irlanda       | 3:44.264 |      |
| 10   | Aksana Papko      | Bielorussia   | 3:45.348 |      |
| 11   | Verena Joos       | Germania      | 3:45.636 |      |
| 12   | Cari Higgins      | Stati Uniti   | 3:49.616 |      |
| 13   | Alena Dylko       | Bielorussia   | 3:51.314 |      |
| 14   | Eglė Zablockytė   | Lituania      | 3:55.130 |      |
| 15   | Chanpeng Nontasin | Thailandia    | 3:56.653 |      |
| 16   | Hsiao Mei-yu      | Taipei cinese | 3:59.477 |      |
| –    | Sarah Kent        | Australia     |          | DNS  |
| –    | Josephine Tomic   | Australia     |          | DNS  |

DNS = Non partita

### Finali
| Posizione            | Atleta            | Nazione       | Tempo    | Gap    |
| -------------------- | ----------------- | ------------- | -------- | ------ |
| Finale per l'Oro     |                   |               |          |        |
| 1                    | Sarah Hammer      | Stati Uniti   | 3.32.933 |        |
| 2                    | Alison Shanks     | Nuova Zelanda | 3:33.229 | +0.208 |
| Finale per il Bronzo |                   |               |          |        |
| 3                    | Vilija Sereikaitė | Lituania      | 3.37.643 |        |
| 4                    | Jaime Nielsen     | Nuova Zelanda | 3:40.138 | +2.495 |